# New England Patriots 2018
La stagione 2018 dei New England Patriots fu la 49ª della franchigia nella National Football League, la 59ª complessiva e la 19ª con Bill Belichick come capo-allenatore. I Patriots chiusero la stagione regolare conquistando per la decima volta di fila la AFC East, allungando ulteriormente il loro record di successi divisionali consecutivi. 
Nei playoff si qualificarono per il Super Bowl LIII, diventando la terza squadra nella storia della NFL ad apparire in tre finalissime consecutive (avevano infatti giocato il Super Bowl LI e il Super Bowl LII nelle due annate precedenti) dopo i Miami Dolphins 1971-1973 e i Buffalo Bills 1990-1993.
Il 3 febbraio 2019, ad Atlanta, i Patriots vinsero il loro sesto Lombardi Trophy sconfiggendo i Los Angeles Rams per 13–3 e raggiungendo così i Pittsburgh Steelers per il maggior numero di titoli vinti nella storia. Tale edizione fu anche quella col punteggio più basso di sempre, superando il record precedentemente detenuto dal Super Bowl VII (terminato 14–7). Il wide receiver Julian Edelman, che ricevette 10 passaggi per 141 yard, fu nominato MVP della partita.

## Pre-stagione
Il coordinatore offensivo Josh McDaniels fu annunciato come nuovo capo-allenatore degli Indianapolis Colts. McDaniels inaspettatamente rifiutò l'offerta e decise di rimanere nei Patriots. Le controversie che nacquero dopo la sua decisione portarono al termine del rapporto professionale tra McDaniels e il suo ex-agente Bob LaMonte.
Il coordinatore difensivo Matt Patricia fu ingaggiato come capo-allenatore dai Detroit Lions.

### Free agents

#### Unrestricted
| Ruolo | Giocatore           | Squadra nel 2018     | Data dell'ingaggio | Contratto            |
| ----- | ------------------- | -------------------- | ------------------ | -------------------- |
| WR    | Danny Amendola      | Miami Dolphins       | 15 marzo 2018      | 2 anni/$12 milioni   |
| CB    | Johnson Bademosi    | Houston Texans       | 16 marzo 2018      | 2 anni/$6,25 milioni |
| RB    | Brandon Bolden      | New England Patriots | 24 febbraio 2018   | 1 anno/$880.000      |
| RB    | Rex Burkhead        | New England Patriots | 15 marzo 2018      | 3 anni/$9,75 milioni |
| CB    | Malcolm Butler      | Tennessee Titans     | 15 marzo 2018      | 5 anni/$61 milioni   |
| SS    | Nate Ebner          | New England Patriots | 13 marzo 2018      | 2 anni/$5 milioni    |
| OT    | Cameron Fleming     | Dallas Cowboys       | 24 marzo 2018      | 1 anno/$3,5 milioni  |
| OLB   | Marquis Flowers     | New England Patriots | 22 marzo 2018      | 1 anno/$2,55 milioni |
| DT    | Ricky Jean-Francois | Detroit Lions        | 25 luglio 2018     | 1 anno/$1,01 milioni |
| RB    | Dion Lewis          | Tennessee Titans     | 15 marzo 2018      | 4 anni/$20 milioni   |
| WR    | Matthew Slater      | New England Patriots | 20 marzo 2018      | 2 anni/$5,2 milioni  |
| OT    | Nate Solder         | New York Giants      | 15 marzo 2018      | 4 anni/$62 milioni   |
| OT    | LaAdrian Waddle     | New England Patriots | 22 marzo 2018      | 1 anno/$1,5 milioni  |

#### Restricted
| Position | Player       | Squadra nel 2018     | Date dell'ingaggio | Contratto           |
| -------- | ------------ | -------------------- | ------------------ | ------------------- |
| SS       | Brandon King | New England Patriots | 8 marzo 2018       | 2 anni/$2,6 milioni |

## Scelte nel Draft 2018

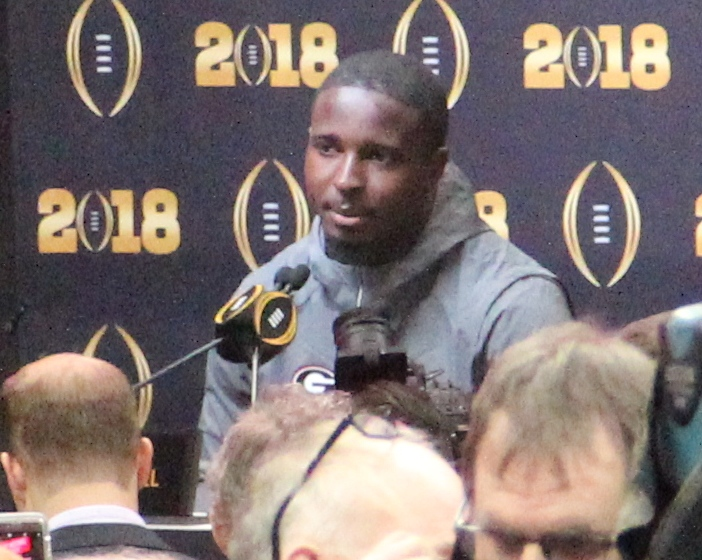
Sony Michel è stato una delle due scelte dei Patriots nel primo giro del Draft 2018

| Scelte dei Patriots nel Draft 2018 |        |                  |       |                  |
| Giro                               | Scelta | Giocatore        | Ruolo | College          |
| 1                                  | 23     | Isaiah Wynn      | OT    | Georgia          |
| 1                                  | 31     | Sony Michel      | RB    | Georgia          |
| 2                                  | 56     | Duke Dawson      | CB    | Florida          |
| 5                                  | 143    | Ja'Whaun Bentley | LB    | Purdue           |
| 6                                  | 178    | Christian Sam    | LB    | Arizona State    |
| 6                                  | 210    | Braxton Berrios  | WR    | Miami (FL)       |
| 7                                  | 219    | Danny Etling     | QB    | LSU              |
| 7                                  | 243    | Keion Crossen    | CB    | Western Carolina |
| 7                                  | 250    | Ryan Izzo        | TE    | Florida State    |

## Staff
| Staff dei New England Patriots nel 2018 |
| --- |
| Organi dirigenziali - Proprietario/CEO – Robert Kraft - Presidente – Jonathan Kraft - Direttore del personale dei giocatori – Nick Caserio - Direttore degli osservatori del college – Monti Ossenfort - Direttore dell'amministrazione degli osservatori – Nancy Meier - Direttore degli osservatori dei professionisti – Bob Quinn - Assistente dir. osservatori professionisti – Dave Ziegler - Football Research Director – Ernie Adams - Direttore delle attività sportive – Berj Najarian Capo allenatore - Bill Belichick Altri allenatori - Preparatore atletico – Moses Cabrera - Assistente p.a. – James Hardy Allenatori dell'attacco - Coordinatore dell'attacco/Quarterback - Josh McDaniels - Assistente QB - Jerry Schuplinski - Running Back – Ivan Fears - Wide Receiver – Chad O'Shea - Tight End – Brian Daboll - Offensive Line – Dante Scarnecchia Allenatori della difesa - Coordinatore della difesa - Vacante - Defensive Line/Assistente – Brendan Daly - Linebacker – Brian Flores - Cornerback – Josh Boyer - Safety – Steve Belichick Allenatori dello special team - Special Team – Joe Judge - Assistente Special Team - Raymond Ventrone |

## Roster
| Roster dei New England Patriots nel 2018 |
| --- |
| Quarterback - 12 Tom Brady - 2 Brian Hoyer Running Back - 34 Rex Burkhead - 46 James Develin FB - 29 Sony Michel - 28 James White Wide Receiver - 13 Phillip Dorsett - 11 Julian Edelman - 15 Chris Hogan - 84 Cordarrelle Patterson - 18 Matthew Slater Tight End - 88 Dwayne Allen - 80 Stephen Anderson - 87 Rob Gronkowski Offensive Linemen - 60 David Andrews C - 77 Trent Brown T - 61 Marcus Cannon T - 66 James Ferentz C - 75 Ted Karras G - 69 Shaq Mason G - 62 Joe Thuney G - 68 LaAdrian Waddle T Defensive Linemen - 90 Malcom Brown DT - 70 Adam Butler DT - 94 Adrian Clayborn DE - 58 Keionta Davis DE - 98 Trey Flowers DE - 93 Lawrence Guy DT - 97 Ufomba Kamalu DT - 95 Derek Rivers DE - 71 Danny Shelton DT - 55 John Simon DE - 91 Deatrich Wise Jr. DE Linebacker - 54 Dont'a Hightower OLB - 50 Ramon Humber OLB - 36 Brandon King OLB - 59 Albert McClellan MLB - 52 Elandon Roberts MLB - 53 Kyle Van Noy OLB Defensive Back - 23 Patrick Chung SS - 35 Keion Crossen CB - 29 Duke Dawson SS - 43 Nate Ebner FS - 24 Stephon Gilmore CB - 21 Duron Harmon SS - 27 J.C. Jackson CB - 31 Jonathan Jones CB - 32 Devin McCourty FS - 30 Jason McCourty CB - 22 Obi Melifonwu CB Special Team - 6 Ryan Allen P - 49 Joe Cardona LS - 3 Stephen Gostkowski K Lista delle riserve - 16 Darren Andrews WR (NF-Inj.) - 51 Ja'Whaun Bentley MLB (IR) - 14 Braxton Berrios WR (IR) - -- Jake Eldrenkamp C - 10 Josh Gordon WR (Sospeso) - 33 Jeremy Hill RB (IR) - 81 Cody Hollister WR (NF-Inj.) - 47 Jacob Hollister TE (IR) - 85 Ryan Izzo TE (IR) - 67 Ulrick John OT (IR) - -- Ryker Mathews OT - 17 Riley McCarron WR (Practice squad/Injured) - -- David Parry DT - 25 Eric Rowe CB (IR) - 44 Christian Sam MLB (IR) - 63 Brian Schwenke G (IR) - 76 Isaiah Wynn OT (IR) Squadra di allenamento - 64 Tony Adams T - 74 Cole Croston G - 5 Danny Etling QB - 45 Trent Harris DE - 92 Frank Herron DT - 39 A.J. Howard S - 48 Calvin Munson OLB - 17 Damoun Patterson WR - 72 Dan Skipper T - 42 Jomal Wiltz CB 53 attivi, 10 inattivi, 10 nella squadra di allenamento |
| Legenda - I rookie sono in corsivo. - Il primo ruolo è il principale mentre gli eventuali successivi indicano i ruoli secondari. - (IR) sta per Injured Reserve ed indica la lista ristretta per un solo giocatore infortunato che può tornare ad allenarsi dopo la settimana 6 e a rientrare in prima squadra dopo che questa ha giocato 8 partite. - (NF-Inj.) / (NF-Ill.) stanno rispettivamente per Non-Football Injured e Non-Football Illness ed indicano le liste dove viene inserito un giocatore che ha un infortunio o una malattia non dipendente dal football americano. - (PUP) sta per Physically Unable to Perform ed indica la lista dove viene inserito un giocatore mentre è in attesa di recuperare la condizione fisica. Nella stagione regolare dopo la sesta partita giocata dalla propria squadra, il giocatore ha tempo tre settimane per riprendere ad allenarsi, più tre settimane aggiuntive dal suo rientro agli allenamenti per rientrare in prima squadra. |

## Calendario

### Stagione regolare
Il calendario della stagione è stato annunciato il 19 aprile 2018.
| Stagione regolare |                    |                    |                         |                    |                    |                    |                    |                    |
| Turno             | Data               | Ora                | Avversario              | Risultato          | Record             | Stadio             | TV                 | Sintesi            |
| 1                 | 9/9                | 1:00 p.m. EDT      | Houston Texans          | V 27–20            | 1–0                | Gillette Stadium   | CBS                | Recap              |
| 2                 | 16/9               | 4:25 p.m. EDT      | at Jacksonville Jaguars | S 20–31            | 1–1                | TIAA Bank Field    | CBS                | Recap              |
| 3                 | 23/9               | 8:20 p.m. EDT      | at Detroit Lions        | S 10–26            | 1–2                | Ford Field         | NBC                | Recap              |
| 4                 | 30/9               | 1:00 p.m. EDT      | Miami Dolphins          | V 38–7             | 2–2                | Gillette Stadium   | CBS                | Recap              |
| 5                 | 4/10               | 8:20 p.m. EDT      | Indianapolis Colts      | V 38–24            | 3–2                | Gillette Stadium   | Fox/NFLN/Amazon    | Recap              |
| 6                 | 14/10              | 8:20 p.m. EDT      | Kansas City Chiefs      | V 43–40            | 4–2                | Gillette Stadium   | NBC                | Recap              |
| 7                 | 21/10              | 1:00 p.m. EDT      | at Chicago Bears        | V 38–31            | 5–2                | Soldier Field      | CBS                | Recap              |
| 8                 | 29/10              | 8:15 p.m. EDT      | at Buffalo Bills        | V 25–6             | 6–2                | New Era Field      | ESPN               | Recap              |
| 9                 | 4/11               | 8:20 p.m. EST      | Green Bay Packers       | V 31–17            | 7–2                | Gillette Stadium   | NBC                | Recap              |
| 10                | 11/11              | 1:00 p.m. EST      | at Tennessee Titans     | S 10–34            | 7–3                | Nissan Stadium     | CBS                | Recap              |
| 11                | Settimana di pausa | Settimana di pausa | Settimana di pausa      | Settimana di pausa | Settimana di pausa | Settimana di pausa | Settimana di pausa | Settimana di pausa |
| 12                | 25/11              | 1:00 p.m. EST      | at New York Jets        | V 27–13            | 8–3                | MetLife Stadium    | CBS                | Recap              |
| 13                | 2/12               | 4:25 p.m. EST      | Minnesota Vikings       | V 24–10            | 9–3                | Gillette Stadium   | Fox                | Recap              |
| 14                | 9/12               | 1:00 p.m. EST      | at Miami Dolphins       | S 33–34            | 9–4                | Hard Rock Stadium  | CBS                | Recap              |
| 15                | 16/12              | 4:25 p.m. EST      | at Pittsburgh Steelers  | S 10–17            | 9–5                | Heinz Field        | CBS                | Recap              |
| 16                | 23/12              | 1:00 p.m. EST      | Buffalo Bills           | V 24–12            | 10–5               | Gillette Stadium   | CBS                | Recap              |
| 17                | 30/12              | 1:00 p.m. EST      | New York Jets           | V 38–3             | 11–5               | Gillette Stadium   | CBS                | Recap              |

Note
- Gli avversari della propria division sono in grassetto.

### Play-off
| Play-off         |                                           |                                           |                                           |                                           |                                           |                                           |                                           |                                           |
| Turno            | Data                                      | Ora                                       | Avversario (seed)                         | Risultato                                 | Risultato                                 | Stadio                                    | TV                                        | NFL.com recap                             |
| Turno            | Data                                      | Ora                                       | Avversario (seed)                         | Punteggio                                 | Record                                    | Stadio                                    | TV                                        | NFL.com recap                             |
| Wild Card        | Qualificati direttamente al secondo turno | Qualificati direttamente al secondo turno | Qualificati direttamente al secondo turno | Qualificati direttamente al secondo turno | Qualificati direttamente al secondo turno | Qualificati direttamente al secondo turno | Qualificati direttamente al secondo turno | Qualificati direttamente al secondo turno |
| Divisional       | 13/1                                      | 1:05 p.m. EST                             | Los Angeles Chargers (5)                  | V 41–28                                   | 12–5                                      | Gillette Stadium                          | CBS                                       | Recap                                     |
| AFC Championship | 20/1                                      | 6:40 p.m. EST                             | at Kansas City Chiefs (1)                 | V 37–31 (DTS)                             | 13–5                                      | Arrowhead Stadium                         | CBS                                       | Recap                                     |
| Super Bowl LIII  | 3/2                                       | 6:30 p.m. EST                             | vs. Los Angeles Rams (N2)                 | V 13–3                                    | 14–5                                      | Mercedes-Benz Stadium                     | CBS                                       | Recap                                     |

## Classifiche

### Division
| AFC East             | AFC East | AFC East | AFC East | AFC East | AFC East | AFC East | AFC East | AFC East |
| vedi • disc. • mod.  | V        | S        | P        | PCT      | DIV      | CONF     | PF       | PS       |
| -------------------- | -------- | -------- | -------- | -------- | -------- | -------- | -------- | -------- |
| New England Patriots | 10       | 5        | 0        | .667     | 3–0      | 6–2      | 331      | 259      |
| Miami Dolphins       | 8        | 8        | 0        | .500     | 3–1      | 5–4      | 244      | 300      |
| Buffalo Bills        | 4        | 8        | 0        | .333     | 1–2      | 3–6      | 178      | 293      |
| New York Jets        | 3        | 9        | 0        | .250     | 0–4      | 2–7      | 243      | 307      |
|                      |          |          |          |          |          |          |          |          |
|                      |          |          |          |          |          |          |          |          |

### Conference
| American Football Conference           | American Football Conference | American Football Conference | American Football Conference | American Football Conference | American Football Conference | American Football Conference | American Football Conference | American Football Conference | American Football Conference | American Football Conference |
| Pos.                                   | Squadra                      | Division                     | V                            | S                            | P                            | PCT                          | DIV                          | CONF                         | SOS                          | SOV                          |
| -------------------------------------- | ---------------------------- | ---------------------------- | ---------------------------- | ---------------------------- | ---------------------------- | ---------------------------- | ---------------------------- | ---------------------------- | ---------------------------- | ---------------------------- |
| Capolista di Division                  |                              |                              |                              |                              |                              |                              |                              |                              |                              |                              |
| 1                                      | Kansas City Chiefs           | West                         | 12                           | 4                            | 0                            | .750                         | 5–1                          | 10–2                         | .480                         | .401                         |
| 2                                      | New England Patriots         | East                         | 11                           | 5                            | 0                            | .688                         | 5–1                          | 8–4                          | .482                         | .494                         |
| 3                                      | Houston Texans               | South                        | 11                           | 5                            | 0                            | .688                         | 4–2                          | 9–3                          | .471                         | .435                         |
| 4                                      | Baltimore Ravens             | North                        | 10                           | 6                            | 0                            | .625                         | 3–3                          | 8–4                          | .496                         | .450                         |
| Wild Card                              |                              |                              |                              |                              |                              |                              |                              |                              |                              |                              |
| 5                                      | Los Angeles Chargers         | West                         | 12                           | 4                            | 0                            | .750                         | 4–2                          | 9–3                          | .477                         | .422                         |
| 6                                      | Indianapolis Colts           | South                        | 10                           | 6                            | 0                            | .625                         | 4–2                          | 7–5                          | .465                         | .456                         |
| Non qualificati per i play-off         |                              |                              |                              |                              |                              |                              |                              |                              |                              |                              |
| 7                                      | Pittsburgh Steelers          | North                        | 9                            | 6                            | 1                            | .594                         | 4–1–1                        | 6–5–1                        | .504                         | .448                         |
| 8                                      | Tennessee Titans             | South                        | 9                            | 7                            | 0                            | .563                         | 3–3                          | 5–7                          | .520                         | .465                         |
| 9                                      | Cleveland Browns             | North                        | 7                            | 8                            | 1                            | .469                         | 3–2–1                        | 5–6–1                        | .516                         | .411                         |
| 10                                     | Miami Dolphins               | East                         | 7                            | 9                            | 0                            | .438                         | 4–2                          | 6–6                          | .469                         | .446                         |
| 11                                     | Denver Broncos               | West                         | 6                            | 10                           | 0                            | .375                         | 2–4                          | 4–8                          | .523                         | .464                         |
| 12                                     | Cincinnati Bengals           | North                        | 6                            | 10                           | 0                            | .375                         | 1–5                          | 4–8                          | .535                         | .448                         |
| 13                                     | Buffalo Bills                | East                         | 6                            | 10                           | 0                            | .375                         | 2–4                          | 4–8                          | .523                         | .411                         |
| 14                                     | Jacksonville Jaguars         | South                        | 5                            | 11                           | 0                            | .313                         | 1–5                          | 4–8                          | .549                         | .463                         |
| 15                                     | New York Jets                | East                         | 4                            | 12                           | 0                            | .250                         | 1–5                          | 3–9                          | .506                         | .438                         |
| 16                                     | Oakland Raiders              | West                         | 4                            | 12                           | 0                            | .250                         | 1–5                          | 3–9                          | .547                         | .406                         |
| Criteri di spareggio                   |                              |                              |                              |                              |                              |                              |                              |                              |                              |                              |
| 1. 2. 3. 4. 5. 6. 7. 8. 9. 10.         |                              |                              |                              |                              |                              |                              |                              |                              |                              |                              |
| Legenda                                |                              |                              |                              |                              |                              |                              |                              |                              |                              |                              |
| w — wild card ottenuta                 |                              |                              |                              |                              |                              |                              |                              |                              |                              |                              |
| x — partecipazione ai playoff ottenuta |                              |                              |                              |                              |                              |                              |                              |                              |                              |                              |
| y — campioni di division               |                              |                              |                              |                              |                              |                              |                              |                              |                              |                              |
| z — salto del primo turno di play-off  |                              |                              |                              |                              |                              |                              |                              |                              |                              |                              |
| * — vantaggio del campo ottenuto       |                              |                              |                              |                              |                              |                              |                              |                              |                              |                              |

## Premi
- Julian Edelman:

MVP del Super Bowl

### Premi settimanali e mensili
- Dont'a Hightower:

giocatore degli special team della AFC della settimana 7
- Stephen Gostkowski:

giocatore degli special team della AFC del mese di ottobre